# Dripping
El degoteig o dripping (de drip, gotejar en anglès) és una tècnica pictòrica característica de la pintura d'acció.
Elaborat en la seva forma més típica a finals dels anys 1940 per Jackson Pollock, el dripping té cert paral·lelisme amb l'«escriptura automàtica» surrealista. El color (no oli, sinó esmalt opac o vernís industrial utilitzat per primer cop pel mateix Pollock entorn de 1947) es deixa degotar sobre la tela estesa a terra des d'un contenidor foradat, o esquitxat directament amb les mans mitjançant l'ús de bastons o pinzells. Més tard, entre els anys 1950 i 1960, el dripping serà sovint emprat en l'àmbit de tots els moviments europeus d'estil informal.